# Українська єпархія ВАЦ
Українську єпархію Вірменської апостольської церкви  було офіційно відновлено і зареєстровано 28 листопада 1991 року. Громади Вірменської апостольської церкви діють у Львові, Києві, Одесі, Харкові, Запоріжжі, Дніпрі, а також у деяких містах Криму. Українську єпархію ВАЦ, центр якої знаходиться у Львові, очолює єпископ Маркос Оганесян. Триває поетапний процес повернення вірменській громаді кафедрального Успенського собору. 25 червня 2001 року під час перебування у Львові храм відвідав Папа Іван Павло II.

## Очільники єпархії
- Натан (Оганесян) (1997 — 1 жовтня 2000)
- Тиран (Кюрегян) (5 жовтня 2000 — 15 травня 2001) призначення не прийняв
- Григорис (Буніатян) (2001 — 7 березня 2015)
- Маркос Оганесян (з квітня 2015 року)

## Старовинні церкви

Головна церква єпархії

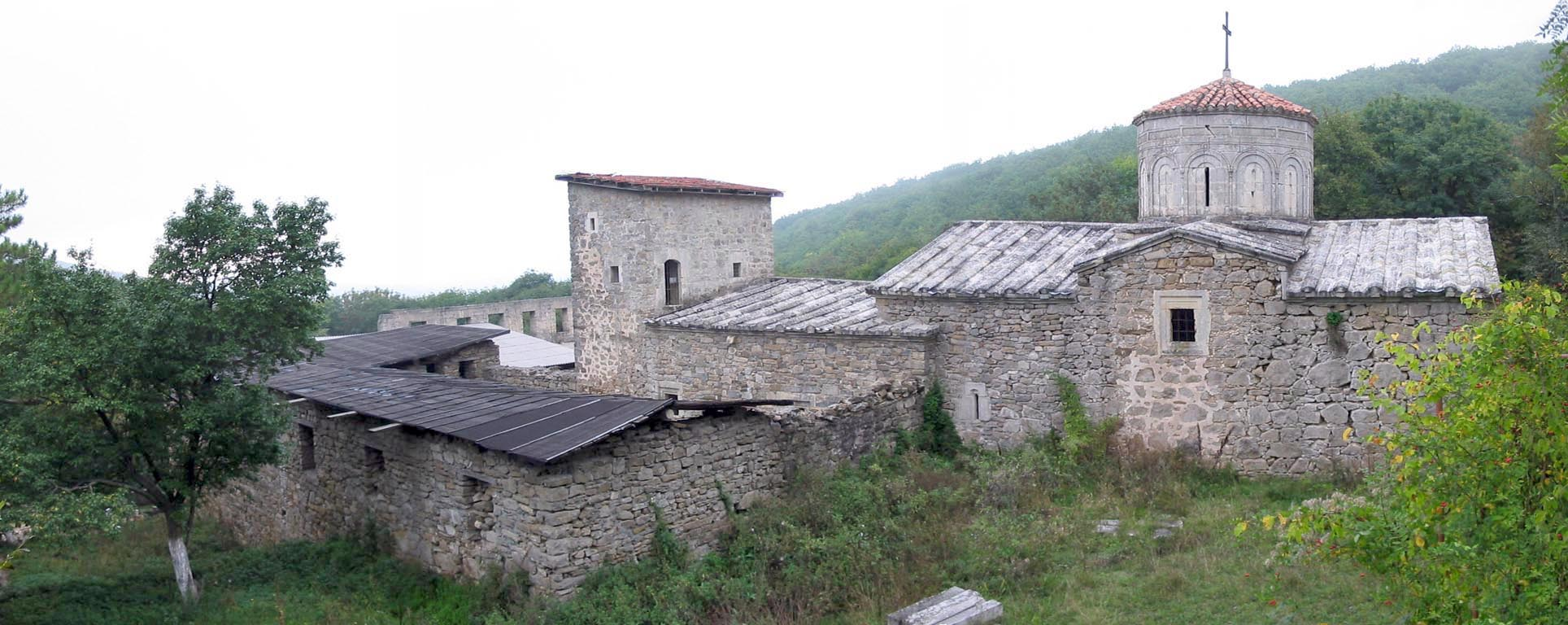
Вірменський монастир Сурб-Хач (XIV століття) у Криму

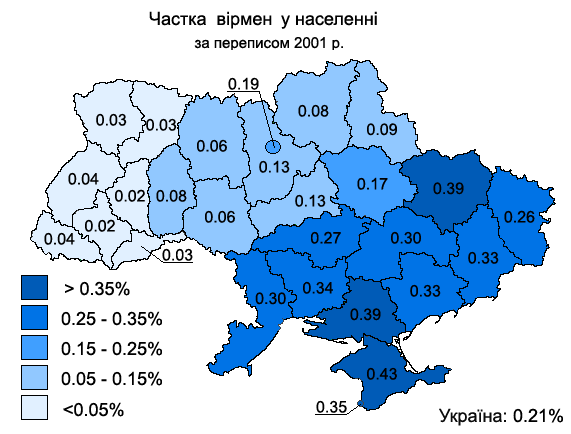
Частка вірмен у населенні України

Старовинні Вірменські церкви в Україні є в таких містах:
- Бережани
- Городенка
- Євпаторія
- Жванець
- Івано-Франківськ
- Ізмаїл
- Кам'янець-Подільський
- Кути
- Лисець
- Луцьк
- Львів
- Снятин
- Тисмениця
- Феодосія
- Чернівці
- Язловець
- Ялта